# 云龙公园

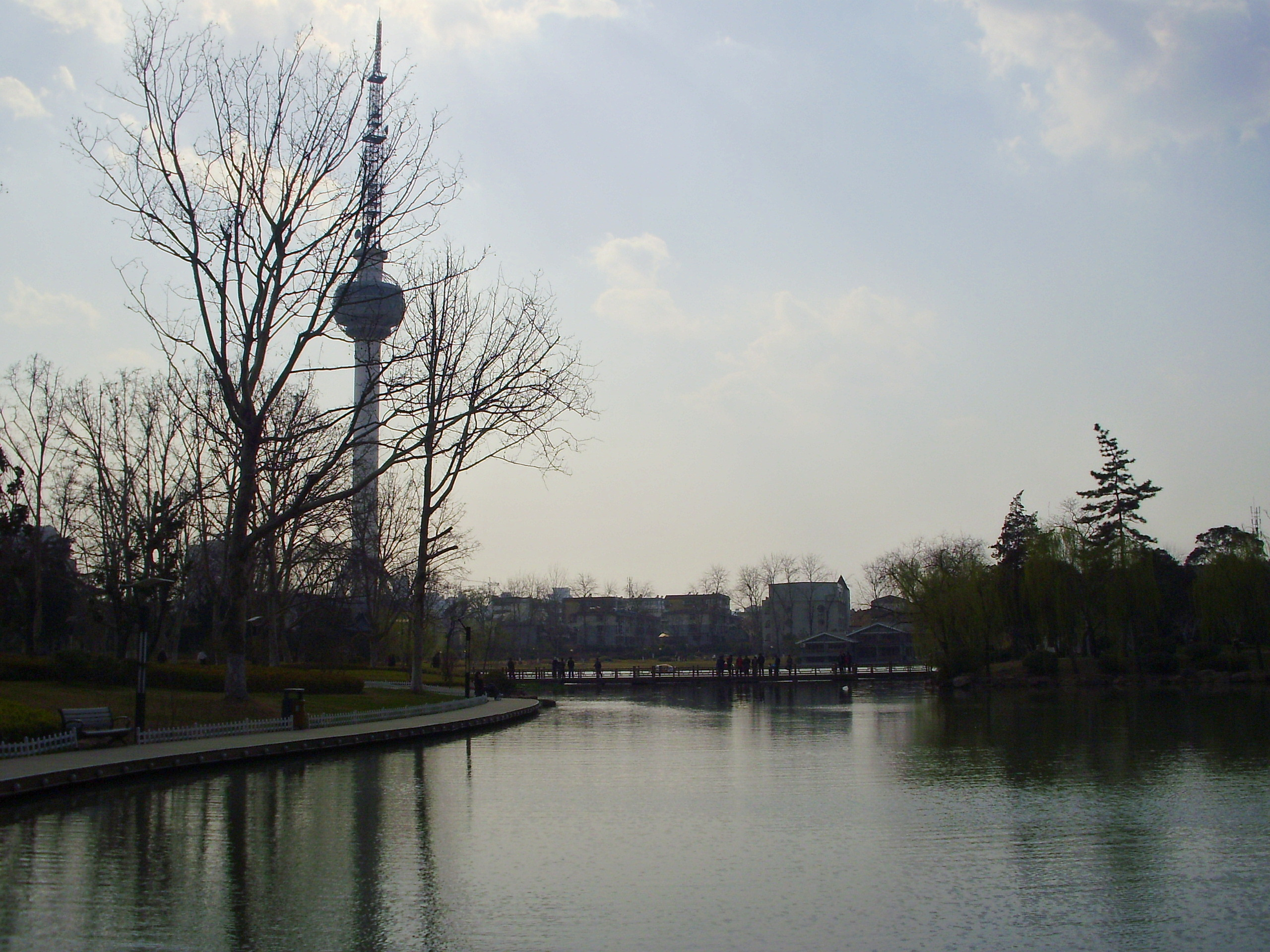
徐州云龙公园一景

徐州市云龙公园位于徐州市区王陵路南侧，位于云龙山之西，苏堤之北，原为收费公园，现已免费对游人开放。之前是基督教和佛教的墓地，中华人民共和国成立后，于1958年将其改建成公园。主要景点有知春岛、燕子楼、荷花厅水榭等。公园北部曾设有游乐场，包括了电动游戏机、碰碰车、疯狂老鼠、空中自行车等多种游艺设备，2007年9月再次大规模改造后，绝大部分游艺设备被撤除，并改建成公共绿地。